# Павильон Карлуша Лопиша
Павильон Карлуша Лопиша (порт. Pavilhão Carlos Lopes) — здание в парке Эдуарда VIII в районе Сан-Себаштиан-да-Педрейра в Лиссабоне.
Главный фасад украшен панно в технике азулежу, изображающими сцены из истории Португалии: «Генрих Мореплаватель на мысе Сагриш», «Битва при Оурике», «Сражение при Алжубарроте», «Португальский корабль под созвездием Южный Крест».
По сторонам центрального входа установлены аллегорические статуи работы португальского скульптора Раула Шавьера, символизирующие искусство и науку.

## История
Первоначально павильон был построен в Португалии, а затем перевезён в Бразилию для Всемирной выставки 1923 года в Рио-де-Жанейро. В 1932 году вернулся в Лиссабон и под названием «Дворец выставок» использовался для Большой португальской промышленной выставки (порт. Grande Exposição Industrial Portuguesa).
В 1946 году здание было переоборудовано для проведения спортивных мероприятий. Здесь проходил чемпионат мира и Европы по хоккею на роликовых коньках 1947 года (оба титула завоевала сборная Португалии).
В 1984 году павильон был переименован в честь Карлуша Лопеша, победителя Олимпийского марафона 1984 года в Лос-Анджелесе, первого олимпийского чемпиона в истории португальского спорта.
В 2003-2017 годах павильон был закрыт на реставрацию (здесь планировалось создать Национальный музей спорта). К 70-летию Карлуша Лопеша 18 февраля 2017 года   для посещений открылась постоянная экспозиция, посвященная этому спортсмену.

## Галерея

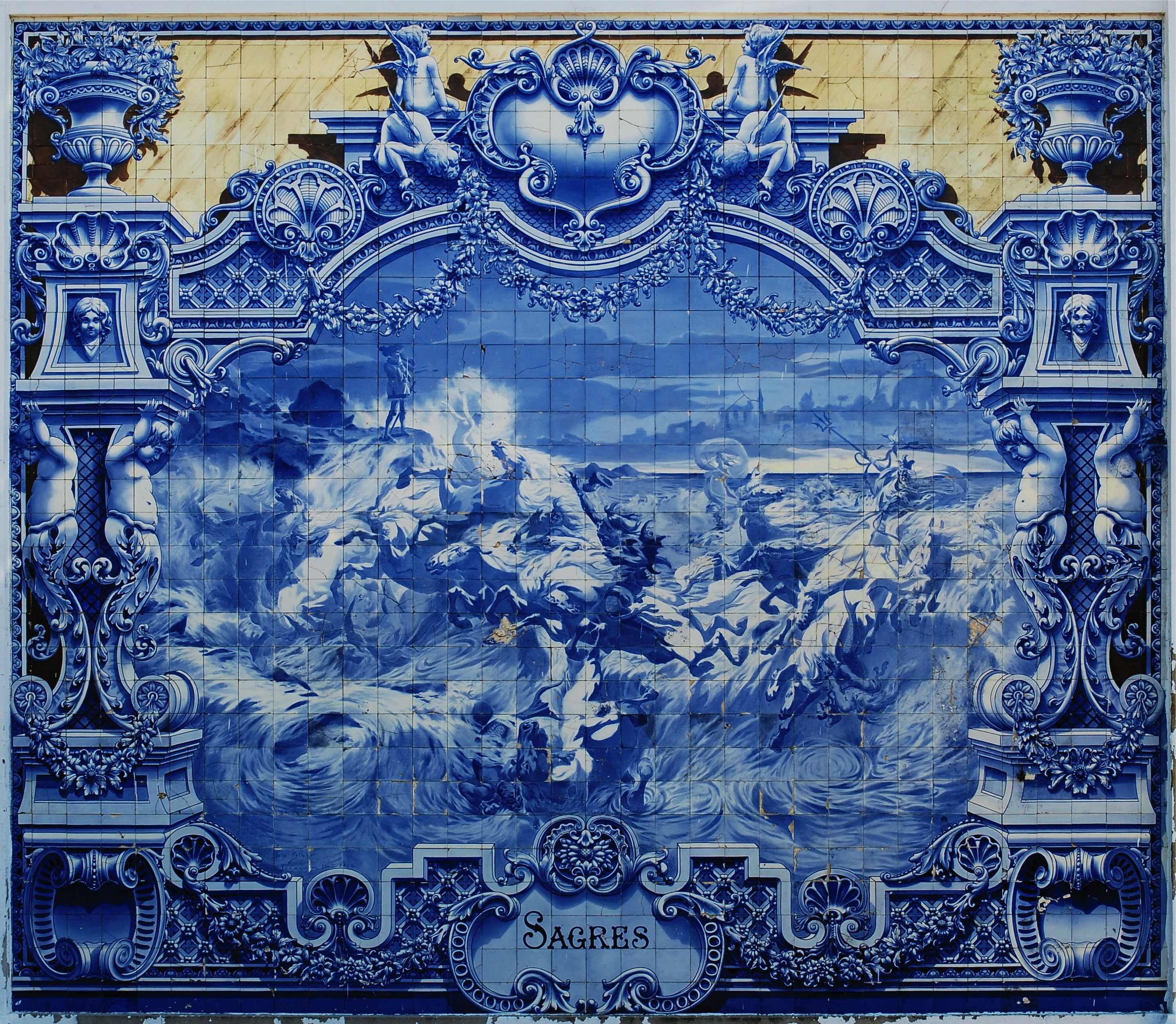
Генрих Мореплаватель на мысе Сагриш
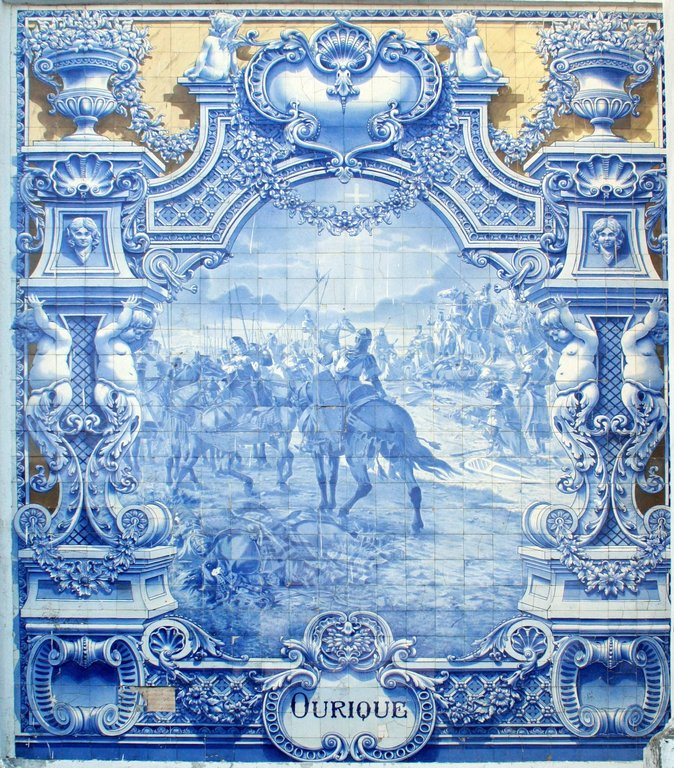
Битва при Оурике
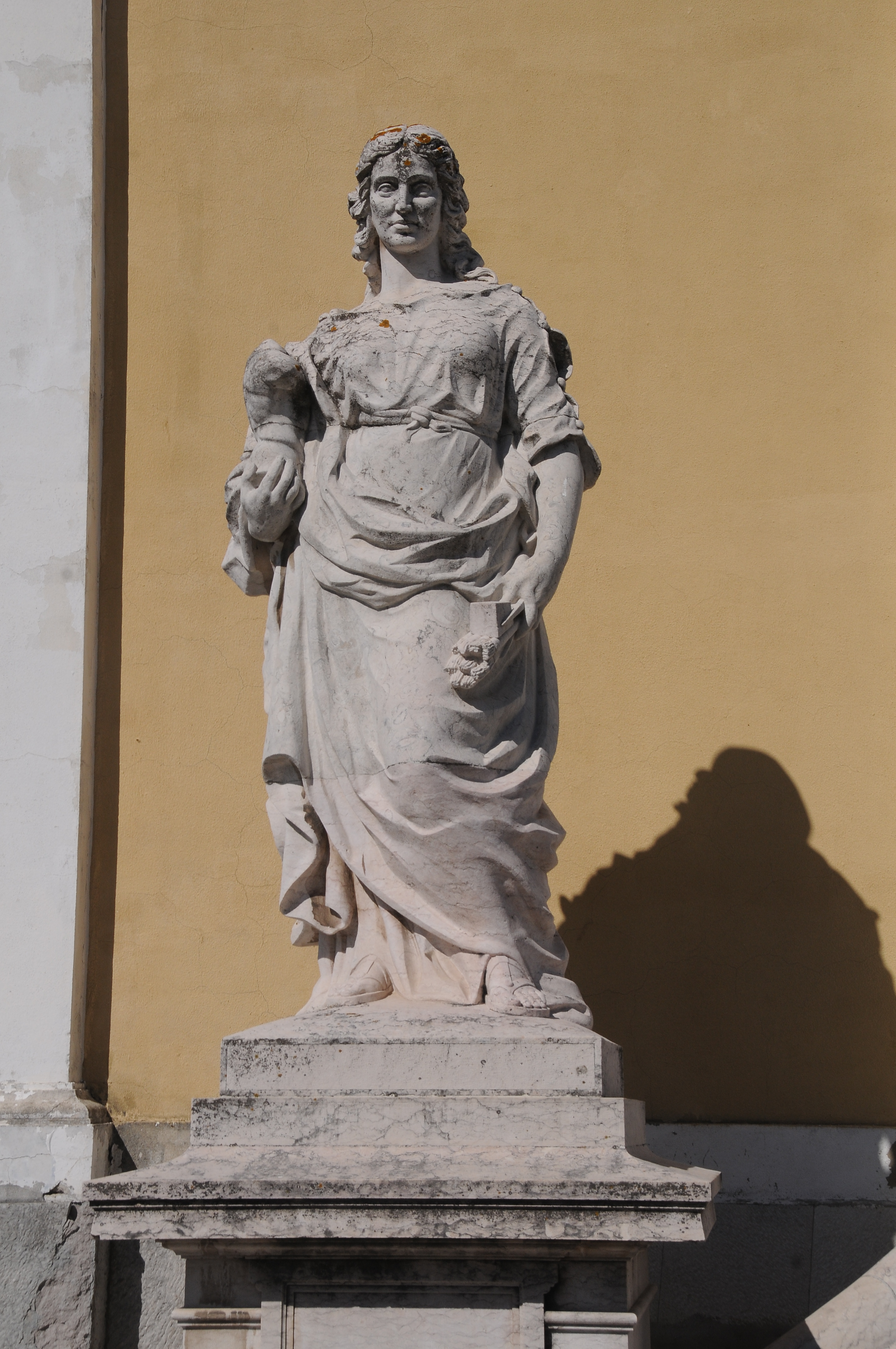
Искусство
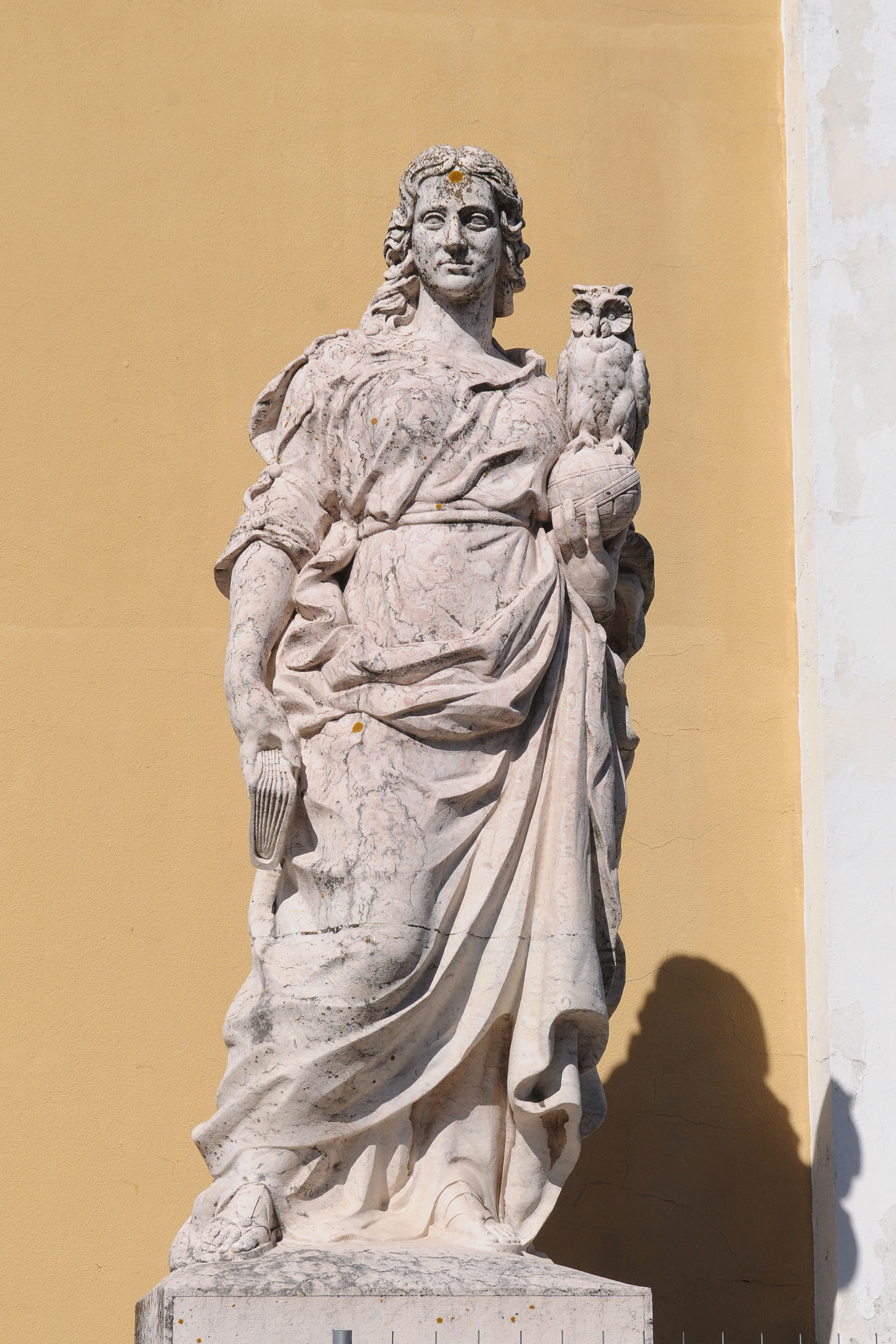
Наука
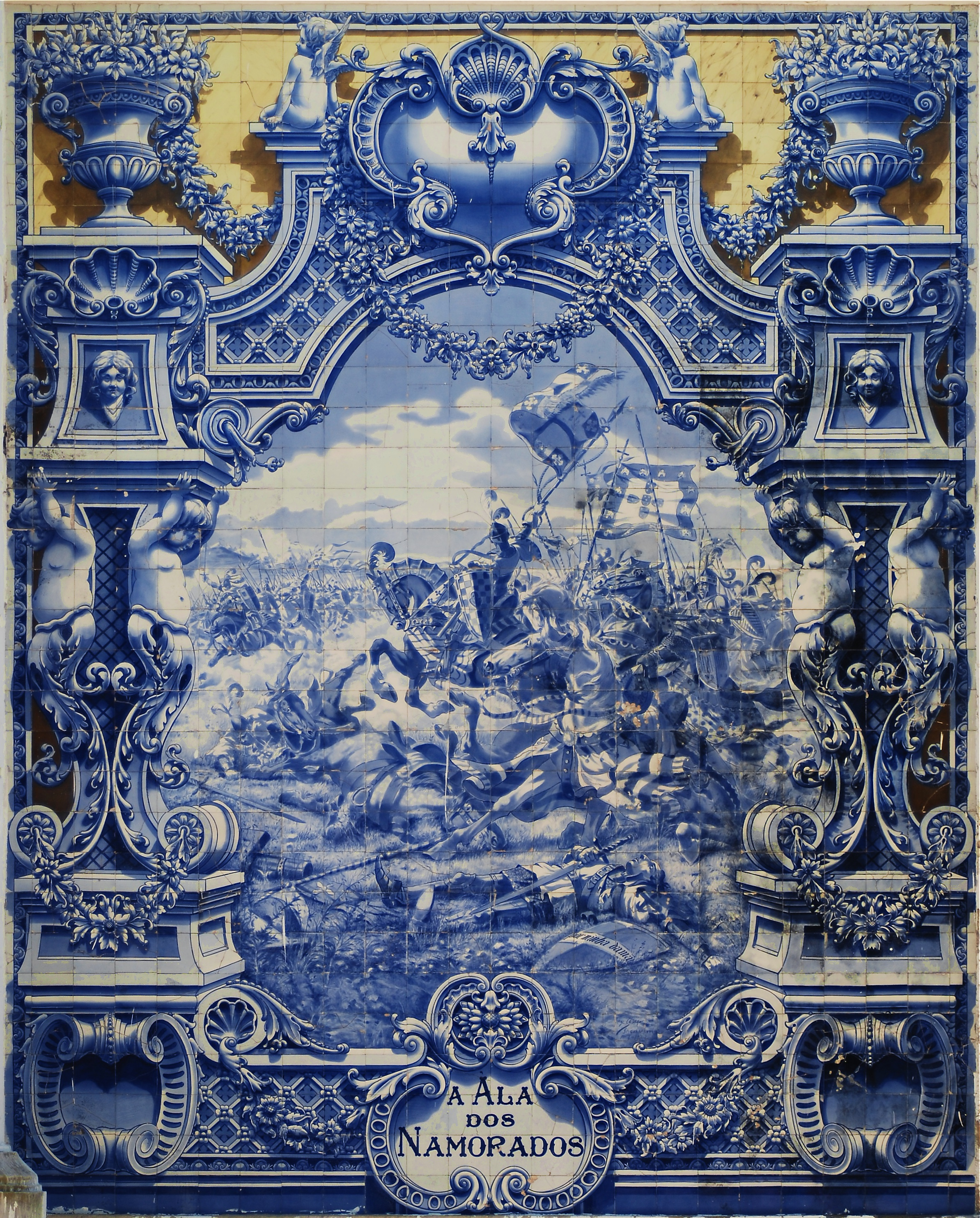
Сражение при Алжубарроте
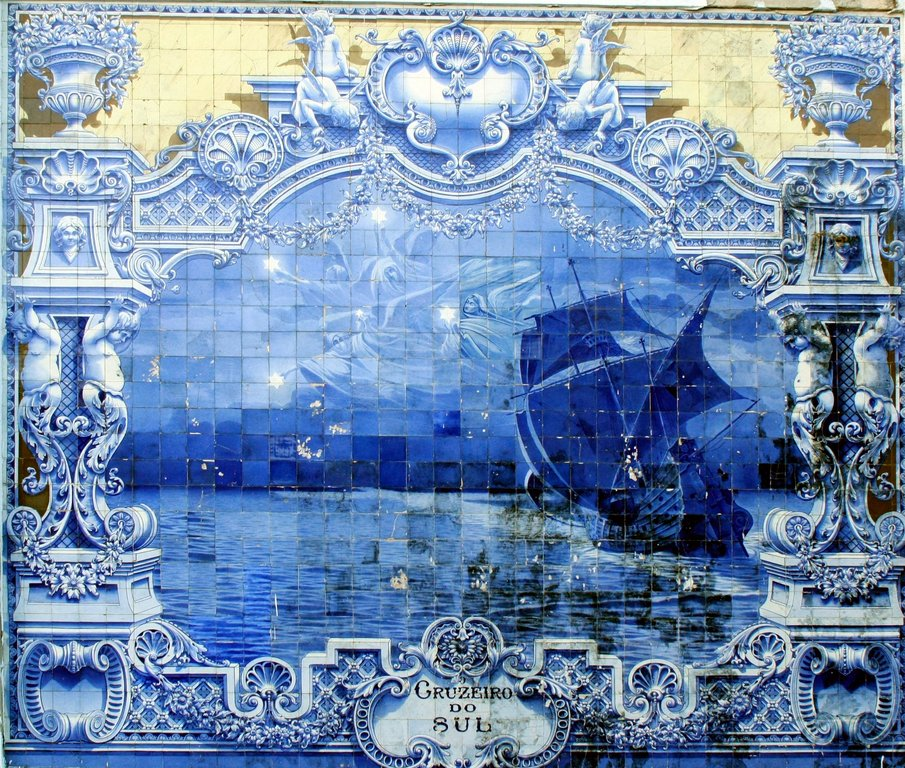
Португальский корабль под созвездием Южный Крест